# Boreophorbia hirtipes
Boreophorbia hirtipes är en tvåvingeart som först beskrevs av Stein 1907.  Boreophorbia hirtipes ingår i släktet Boreophorbia och familjen blomsterflugor. Arten är reproducerande i Sverige. Inga underarter finns listade i Catalogue of Life.